# Лактивизм

Международный символ грудного вскармливания по мнению лактивисток

Лактивизм (от слов «лактация» и «активизм») — адвокация и пропаганда грудного вскармливания (здесь и далее используется распространённое русское сокращение ГВ). Сторонники этого вида активизма, так называемые «лактивисты» агитируют в пользу большей полезности ГВ для здоровья и, соответственно, против искусственного вскармливания, а также борются против дискриминации кормящих матерей.
Одна из форм такого активизма — публичное кормление детей активистками в каком-либо месте, в том числе в знак протеста против случаев, когда кормящих матерей просили прикрыться или удалиться из-за того, что они обнажали грудь. Во время таких акций кормящие часто носят одежду с международным символом грудного вскармливания.
Другая форма активизма — информационная поддержка кормящих.